# 2,6-Naphthochinon
2,6-Naphthochinon ist eine chemische Verbindung aus der Gruppe der Chinone. Sie ist eine der isomeren Naphthochinone, zu denen z. B. auch 1,2-Naphthochinon und 1,4-Naphthochinon gehören.
Die Darstellung erfolgt aus 2,6-Dihydroxynaphthalin durch Oxidation mit Blei(IV)-oxid. 2,6-Naphthochinon hat ein höheres Oxidationsvermögen als die α- und β-Isomere.